# Кинтана-Роо (муниципалитет)
Кинтана-Роо (исп. Quintana Roo) — муниципалитет в Мексике, штат Юкатан, с административным центром в одноимённом посёлке. Численность населения, по данным переписи 2010 года, составила 942 человека.

## Общие сведения
Муниципалитет назван в честь национального героя Мексики, борца за независимость — Андреса Кинтана-Роо.
Площадь муниципалитета равна 103 км², что составляет 0,26 % от общей площади штата, а наивысшая точка — 20 метров над уровнем моря.
Он граничит с другими муниципалитетами Юкатана: на севере с Сенотильо, на востоке и юге с Цитасом, и на западе с Тункасом.

## Учреждение и состав
Муниципалитет был образован 30 декабря 1931 года, в его состав входит только административный центр:
| Код INEGI                  | Населённый пункт                                                                         | Численность населения (2005 год) | Численность населения (2010 год) |
| -------------------------- | ---------------------------------------------------------------------------------------- | -------------------------------- | -------------------------------- |
| 060                        | Всего                                                                                    | 965                              | 942                              |
| 0001                       | Кинтана-Роо (исп. Quintana Roo) 20°52′07″ с. ш. 88°37′53″ з. д. (административный центр) | 965                              | 942                              |
| Названия на карте Генштаба |                                                                                          |                                  |                                  |

## Экономика
По статистическим данным 2000 года, работоспособное население занято по секторам экономики в следующих пропорциях:
- сельское хозяйство и скотоводство — 58 %;
- торговля, сферы услуг и туризма — 24,9 %;
- производство и строительство — 12,1 %;
- безработные — 5 %.

## Инфраструктура
По статистическим данным 2010 года, инфраструктура развита следующим образом:
- протяжённость дорог: 32,1 км;
- электрификация: 94,6 %;
- водоснабжение: 99,6 %;
- водоотведение: 73,2 %.

## Достопримечательности
В муниципалитете можно посетить строения XVIII века:
- церковь Сан Бартоломе;
- часовню Ла Мехорада;
- бывшую асьенду Касельхток.